# Сазонова, Нина Афанасьевна
Ни́на Афана́сьевна Сазо́нова (25 декабря 1916 [7 января 1917], Константиново, Александровский уезд, Владимирская губерния, Российская империя — 1 марта 2004, Москва, Россия) — советская и российская актриса театра и кино, певица; народная артистка СССР (1977).
Большую часть жизни (1938—2002) посвятила работе в Центральном театре Советской Армии, где сыграла множество ролей. Много играла в кино, наиболее запоминающиеся её роли в фильмах «Женщины», «Повесть пламенных лет», «Простая история», «Живёт такой парень», «День за днём» (телесериал), «Зигзаг удачи».

## Биография

### Детство и юность
Нина Сазонова родилась 25 декабря 1916 [7 января 1917] года в селе Константиново Александровского уезда Владимирской губернии (ныне — Сергиево-Посадский район, Московская область). В семье Афанасия Михайловича и Матрёны Семёновны Сазоновых было пятеро детей — Серафима, Татьяна, Николай, Борис и Нина, самая младшая. Отец играл на гитаре, мать — на скрипке, братья — на баяне. В семье часто проводились представления-концерты.
В 1920-е годы семья переехала в Кимры и поселилась в коммунальной квартире на улице Троицкой. В 1925—1929 годах училась в начальной школе № 4, в 1929—1932 — в средней школе. В те годы у Нины проявились первые актёрские задатки. Анна Михайловна Курятникова, первая учительница, заметила склонность своей ученицы к искусству и всячески способствовала её развитию. Впоследствии актриса вспоминала: «Сидим мы за партами, выводим буковки. И только начинаем уставать, отвлекаться, как слышим голос Анны Михайловны: „Давайте-ка споём“. Достанет гитару, присядет на парту и скажет: „Петь будем тихонечко“. Мы перепели с ней все русские песни и романсы! Переиграли все сказки и всех зверушек. Первая моя роль была Колобок. Эта замечательная роль досталась мне по праву: была я сбитая, юркая, ловкая девчонка. Так первая моя учительница заложила во мне любовь к творчеству — да нет, ко всему живому, яркому, к празднику, помогающему одолеть боль».
В свободное от учёбы, а впоследствии и работы (в 1932—1934 годах работала счетоводом Кимрского городского потребительского общества) время Нина вместе с сестрой Татьяной посещала драмкружок «Красный обувщик» при обувной фабрике «Красная звезда». Руководитель кружка Д. П. Быченков разглядел в девушке незаурядные способности, много работал с ней, совершенствуя её актёрское мастерство.

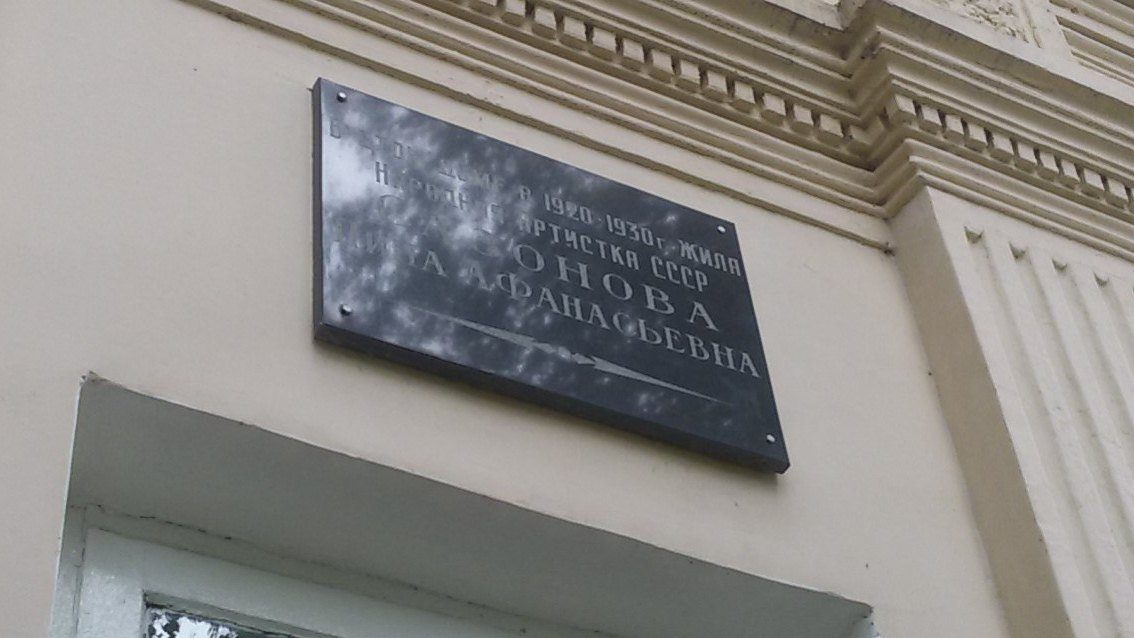
Мемориальная доска в память о Нине Сазоновой на доме в Кимрах, в котором она проживала в 1920—1930-е годы.

В одной из московских газет Быченков прочитал объявление о дополнительном наборе в студию при Центральном театре Красной Армии и предложил ей попробовать поступить туда. Несмотря на возражения матери, в 1934 году отправилась в Москву.
Желающих поступить в студию оказалось несколько сотен. Приёмная комиссия должна была отобрать для учёбы только троих. На экзамене она покорила членов комиссии своим исполнением монологов из пьес и русских народных песен и, несмотря на высокую конкуренцию, прошла конкурс и была принята в студию. Наставником юной актрисы в студии был А. Д. Попов. По словам литературного критика Н. Д. Старосельской, она была истинной ученицей Попова: органически впитывала всё, что говорил педагог о работе актёра, о воспитании его внутреннего мира, без «строительного материала которого персонаж предстанет обыденным, лишённым человеческих свойств, черт личности».
Дебютировала актриса в 1938 году в спектакле «Учитель» С. А. Герасимова в роли Маньки Лагутиной. На спектакль из Кимр в Центральном театре Красной Армии приехала и мать, и первая учительница Нины Анна Курятникова. По другим данным, первой ролью Нины Афанасьевны стала роль Маши в водевиле «Лев Гурыч Синичкин».

### Великая Отечественная война
После начала войны, в один из летних дней 1941 года в театре шла очередная репетиция. Внезапно появился А. Д. Попов, сразу же велевший артистам отправляться на Белорусский вокзал, где проходили проводы мобилизованных на фронт. На импровизированной сцене под аккомпанемент баяна состоялся небольшой концерт.
Через некоторое время и сама актриса вместе с бригадой театра отправилась на фронт. С актёрами театра выступала в воинских подразделениях, в госпиталях, на передовой. Во время битвы за Москву выступила во всех передовых частях.
В один из зимних дней бригада выступала на передовой в энском подразделении. За актёрами пришёл военный, который должен был провести их через лес в другую часть. Из-за того, что дорога была заминирована, актёры были вынуждены идти «след в след». Сазонова шла в середине, но в какой-то момент оступилась и наступила на противотанковую мину. Военный скомандовал: «Стой, не шевелись!». Он провёл актёров дальше, а Нине Афанасьевне сказал: «Если хочешь остаться в живых — не двигайся с места. Нам идти ещё минут пятнадцать. Я отведу бригаду и с сапёром вернусь». Актриса простояла на мине около часа, до прихода сапёра.
Летом 1942 года концертная бригада театра Красной Армии попала в окружение под Харьковом. В результате столкновений с немцами многие погибли, Сазоновой и полковнику РККА из бригады удалось укрыться от врагов в стоге сена. Немецкие солдаты, прочёсывая территорию, проверяли каждый стог вилами, не обошли они и укрытие Нины Афанасьевны и полковника. Офицера вытащили из стога, но Нину не заметили. Утром следующего дня она выбралась из стога, а через некоторое время встретила местную жительницу. Деревенская старушка приютила девушку, на следующий день дала ей деревенскую одежду и прут со словами: «Скажешь, корова потерялась». Встреченные немцы её не тронули. Усталая и измождённая, актриса была подобрана советскими разведчиками, вместе с которыми пересекла линию фронта — и оказалась в руках сотрудников органов государственной безопасности, которые подвергли её допросам. Всё это сильно повлияло на психическое здоровье актрисы — впоследствии ей поставили диагноз: «шизофрения».
По воспоминаниям самой актрисы, когда она, вернувшись в Москву, пришла в свой театр, охранник не узнал её и не пропустил — настолько за годы, проведённые на войне, изменилась её внешность. Но через некоторое время она была вынуждена вернуться на фронт.

### После войны
После окончания войны продолжила работать в театре Советской Армии, а в конце 1950-х годов начала активно сниматься в кино.
В 1951 году Сазонова окончила Университет марксизма–ленинизма Московского городского комитета ВКП(б) (филиал при Центральном доме работников искусств СССР).
В 1958 году А. П. Довженко предложил актрисе роль солдатской матери Степаниды, потерявшей на фронте семерых сыновей (фильм «Поэма о море»). Режиссёр, несмотря на сомнения актрисы в своих силах, убедил её сняться в картине, сказав что у неё «глаза матери». Роль в «Поэме» стала её кинодебютом.
Киногероини в её исполнении обрели всенародную известность. В основном актриса играла жён, матерей, тёть. По словам Н. Старосельской, за достаточно банальным определением амплуа актрисы скрывалось умение «слепить характер из мельчайших деталек и возвести его в определённый, узнаваемый и воспринимаемый тип».
Актрисе прекрасно удавалось исполнять роли простых женщин из народа. По рассказам современников, после премьеры фильма «Живёт такой парень», в котором она сыграла роль тётки Анисьи, режиссёру картины В. М. Шукшину пришло письмо со следующим содержанием: «Товарищ режиссёр, кто играет эту тётку Анисью? Если наша деревенская баба, объясните, как её научили играть. А ежели артистка, так что же она у вас такая деревенская?».
После показа картины «День за днём», в котором актриса играла роль тёти Паши, в Москву из разных концов СССР приходили тысячи писем, причём на некоторых из них было написано всего лишь: «Москва. Тёте Паше». Даже такие письма доходили до адресата. Сазонова была первой исполнительницей песни из фильма «Стою на полустаночке», которая впоследствии стала популярной в исполнении Валентины Толкуновой; Сазонова исполняла эту песню под баян, в более медленном темпе.
По признаниям актрисы, она любила гастролировать. В 1970-е годы посетила с концертами другие страны и многие города СССР. Неоднократно приезжала в город Кимры, где провела детство и юность. «Пока приглашают, грех отказываться, да и силы есть. А что до шефских концертов — то как можно отказаться приехать и встретиться с солдатами, рабочими. Я ведь блатную публику не люблю», — говорила она.
2 марта 1977 года актрисе было присвоено звание народной артистки СССР.
В конце 1980-х годов здоровье актрисы ухудшилось, но несмотря на болезни, она не прервала творческую деятельность. В 1987 году в Большом зале Центрального театра Советской Армии состоялся её юбилейный вечер. Ей преподнесли множество подарков из разных уголков страны, в том числе букет, составленный сотрудниками Ботанического сада АН СССР. Была оглашена поздравительная телеграмма от строителей Саяно-Шушенской ГЭС, в которой рабочие благодарили актрису за выступления и приглашали на предстоящее открытие станции.

### Последние годы жизни

Могила Нины Сазоновой на Ваганьковском кладбище Москвы

В новогоднюю ночь с 31 декабря 2001 года на 1 января 2002 года сын актрисы Михаил в пьяном состоянии избил её. Она потеряла сознание, а сын отправился спать. Утром Михаил обнаружил тело матери на полу без сознания и, решив, что совершил убийство, выбросился из окна 11-этажного дома на Селезнёвской улице. Актриса в тяжёлом состоянии была доставлена в реанимацию госпиталя Министерства обороны Российской Федерации.
После выписки у актрисы неожиданно появилась сиделка — медсестра Лариса Свиренко, назвавшаяся двоюродной племянницей актрисы. Так называемая «опека» закончилась тем, что в марте 2002 года Сазонова оказалась в больнице в Новозагарье, получившей известность «дома престарелых», а её прежняя квартира была продана за несколько сотен тысяч долларов, поскольку ранее народная артистка переоформила квартиру на имя Свиренко. Сама актриса о своей сиделке отзывалась благоприятно.
Вскоре после произошедшего внук актрисы Евгений попытался увезти актрису на Кипр, но из-за противопоказаний врачей не смог этого сделать. В прессе Евгений был представлен как материально заинтересованный человек, не имеющий интереса к судьбе бабушки, по словам Свиренко, Сазонова к внуку относилась негативно. Внук также заявил, что стараниями Свиренко актриса была ограждена от общения с ним. Через некоторое время из квартиры Сазоновой начали пропадать ценные вещи, исчез и орден Ленина, которым актриса была награждена в 1987 году.
За время болезни перенесла два инсульта, заново училась ходить, обострился артрит, кроме того, ей был поставлен диагноз «деменция». В конце сентября 2003 года Лариса Свиренко сняла квартиру на окраине Москвы и поселилась в ней вместе с актрисой.
24 февраля 2004 года состояние здоровья актрисы резко ухудшилось, она была доставлена в 56-ю больницу Москвы. Скончалась в ночь с 29 февраля на 1 марта 2004 года от острой сердечной недостаточности. Похоронена на Ваганьковском кладбище (участок № 25), затраты по погребению взял на себя Театр Российской армии.

## Личная жизнь
После войны актриса вышла замуж за директора художественной галереи Александра Капитоновича Борисова, у них родился сын Михаил. Брак с Борисовым продлился недолго.
В интервью «Первому каналу» актриса Л. И. Касаткина рассказывала: «Почему она не выходила замуж? Ей предлагали довольно интересные мужчины. И Холодилин — замечательный актёр, и Вешняков, но она отказывала, потому что так любила сына. Может быть, даже слишком».
В 16 лет Михаил привёл в дом свою первую жену Наталью. Чтобы содержать семью, ему пришлось бросить школу. Мать выступала категорически против этого брака, всячески игнорировала невестку. Через некоторое время в молодой семье родился сын Евгений, а вскоре Михаил и Наталья развелись.
После развода Михаил, оставшийся жить с матерью, начал употреблять алкоголь, пристрастился к азартными играм. Из-за вредных привычек молодой человек потерял работу, влез в долги, которые она была вынуждена выплачивать.
В последние годы жизни была полностью изолирована Михаилом от внешнего мира: он не подпускал мать к телефону, не впускал гостей в квартиру. Исключение было сделано им в канун встречи нового, 2002 года, незадолго до случившейся в новогоднюю ночь трагедии: Михаил впустил в дом представителей театра, пришедших поздравить актрису.

## Оценки и мнения
Партнёр актрисы по фильму «Наш дом», народный артист СССР А. Д. Папанов писал: «Кажется, что она и не играет вовсе, такова сила перевоплощения, создания ярких женских характеров. Она очень добрый и искренний человек. И ещё — очень скромная».
Кинорежиссёр и писатель В. М. Шукшин, в картинах которого играла актриса, говорил о ней: «Сазонова — воплощение российского материнства, к которому нельзя относиться иначе как с чувством трепетного почтения».
По мнению ряда авторов, ей обязаны своей популярностью песни, которые исполняли её героини: «Сестричка», «Стою на полустаночке», «Ромашки спрятались», «Вальс расставания». Народная артистка СССР Л. Г. Зыкина говорила, что никогда бы не рискнула исполнять песенный репертуар подруги, поскольку не смогла бы достичь такой глубины переживаний.

## Творчество

### Театральные работы
- 1939 — «Лев Гурыч Синичкин» Д. Ленского — Маша
- 1942 — «Фронт» А. Корнейчука — медсестра Маруся
- 1943 — «Бессмертный» А. Арбузова и А. Гладкова — Таня Бойцова
- 1949 — «Степь широкая» Н. Г. Винникова — Степанида Лукьяновна
- 1953 — «Не было ни гроша, да вдруг алтын» А. Островского — Домна Евстигнеевна
- 1957 — «Обрыв» по И. Гончарову — Полина Карповна Крицкая
- 1957 — «Поднятая целина» М. Шолохова — Лушка
- 1959 — «Барабанщица» А. Салынского — Наталья Тузикова
- 1959 — «Женитьба» Н. Гоголя — Фёкла Ивановна
- 1960 — «Левониха на орбите» А. Макаенка — Клава
- 1961 — «Каса маре» И. Друцэ
- 1961 — «Игра без правил» Л. Шейнин
- 1966 — «Господин Пунтила и его слуга Матти» Б. Брехта — Эмма
- 1967 — «Надежда Милованова» по пьесе В. Пановой «Поговорим о странностях любви» — Татьяна
- 1970 — «Раскинулось море широко...» Вс. В. Вишневского, В. Б. Азарова, А. А. Крона —
- 1973 — «Птицы нашей молодости» И. Друцэ
- 1975 — «Снеги пали...» Р. Феденёва — Раиса Семеновна Шитова
- 1976 — «Васса Железнова» М. Горького — Васса Железнова
- 1977 — «Лес» А. Островского, режиссёр В. Мотыль — Раиса Гурмыжская
- 1984 — «Идиот» по Ф. Достоевскому — генеральша Епанчина
- 1986 — «Осенняя кампания 1799 года» — Екатерина II
- 1986 — «Деревья умирают стоя» А. Касоны — Донья Эухения Бальбоа
- 1988 — «Мандат» Н. Эрдмана, режиссёр А. Бурдонский — Гулячкина
- 1991 — «Игрок» по Ф. М. Достоевскому — Бабушка
- 1997 — «Сердце не камень» А. Н. Островского — Огуревна
- «Ужасные родители» Ж. Кокто — Ивонн
- «Старик» М. Горького — Захаровна
- «Обретение» И. Друцэ

### Фильмография
- 1958 — Поэма о море — Степанида
- 1960 — Повесть пламенных лет — мать Марии
- 1960 — Простая история — Люба, подруга Саши Потаповой
- 1960 — Бессонная ночь — хозяйка на катере
- 1961 — В трудный час — эпизод
- 1963 — Первый троллейбус — Мария Игнатьевна
- 1963 — Юность (киноальманах) (новелла «Тётка с фиалками») — тётка с фиалками на шляпе
- 1964 — Живёт такой парень — тётка Анисья
- 1964 — Свет далёкой звезды — Клавдия Васильевна Коростылёва
- 1965 — Наш дом — Мария Иванова
- 1965 — Рано утром — Галина Петровна
- 1966 — Женщины — Екатерина Тимофеевна Беднова
- 1966 — Не самый удачный день — Анна Трофимовна
- 1967 — Бабье царство — Анна Сергеевна
- 1968 — Длинный день Кольки Павлюкова (короткометражный) — Настя Павлюкова, вдова, мать Кольки
- 1968 — Зигзаг удачи — Марья Петровна, мать Алевтины
- 1968 — Новенькая — мать Володи
- 1969 — Странные люди (киноальманах) (новелла «Думы») — жена Матвея Рязанцева
- 1970 — Моя улица — Клавдия Петровна Забродина
- 1970-1972 — «Руины стреляют...» — мать Шуры
- 1971 — Конец Любавиных — Агафья Колокольникова, мать Клавдии
- 1971 — Нюркина жизнь — Вера Александровна
- 1971-1972 — День за днём — тётя Паша
- 1972 — Сибирячка — Гурианова, мать Тамары
- 1973 — Не пройдёт и года… — Пелагея Васильевна
- 1974 — Юркины рассветы — Надежда Петровна Хмель, мать Юрки
- 1993 — Потрясение

### Телеспектакли
- 1961 — Укрощение строптивой — кормилица
- 1967 — Северо-западнее Берлина — Шура
- 1973 — Волны над нами — Ольга Трофимовна
- 1975 — Барабанщица — Тузикова
- 1978 — Васса Железнова — Васса Железнова
- 1990 — Стариковское дело — старуха, жена Степана
- 1993 — Шопен. Соната номер два

### Участие в фильмах
- 1995 — Валентина Владимирова (из цикла телепрограмм канала ОРТ «Чтобы помнили») (документальный)

### Архивные кадры
- 2007 — Всенародная актриса Нина Сазонова (документальный)

## Награды и звания

Российская почтовая карточка 2017 года, посвящённая Нине Сазоновой

Советские государственные награды и звания:
- народная артистка СССР (2 марта 1977 года)[7];
- народная артистка РСФСР (7 мая 1968 года)[19];
- заслуженная артистка РСФСР (10 октября 1959 года)[19];
- орден Ленина (6 января 1987 года)[7][19];
- медали, в том числе:
  - юбилейная медаль «За доблестный труд. В ознаменование 100-летия со дня рождения Владимира Ильича Ленина» (1 апреля 1970 года)[7];
  - медаль «За победу над Германией в Великой Отечественной войне 1941—1945 гг.» (1945 год)[19];
  - медаль «В память 800-летия Москвы» (1948 год)[19].

Российские государственные награды:
- орден «За заслуги перед Отечеством» IV степени (23 марта 2000 года) — «за большие заслуги в развитии театрального искусства»[31];
- орден Дружбы (21 июня 1995 года) — «за заслуги перед государством, успехи, достигнутые в труде, большой вклад в укрепление дружбы и сотрудничества между народами»[32].

## Память
- В память о Нине Сазоновой на доме в Кимрах, где она жила с семьёй в 1920—1930-е годы (улица Троицкая, дом 17), в 2005 году была установлена мемориальная доска. Торжественное открытие доски состоялось 1 октября 2005 года, на нём присутствовали председатель Законодательного собрания Тверской области А. Н. Епишин, художественный руководитель Кимрского театра драмы и комедии О. А. Лавров, родственники актрисы[33][30].
- В мае 2016 года в СМИ сообщалось, что к 100-летию со дня рождения актрисы при участии Правительства Москвы и Федерального агентства связи планировался выпуск юбилейной почтовой марки[34]. 24 января 2017 года была выпущена иллюстрированная почтовая карточка с литерой «В», посвящённая актрисе[35].
- Памятная звезда Нины Сазоновой установлена в фойе Центрального академического театра Российской Армии[36].

## Комментарии
1. ↑  На надгробном памятнике актрисы на Ваганьковском кладбище указана дата рождения 25 декабря 1916 года.
2. ↑  Согласно ряду источников, Нина Сазонова скончалась в ночь с 29 февраля на 1 марта 2004 года. На надгробном памятнике актрисы на Ваганьковском кладбище именно 1 марта 2004 года указано в качестве даты её смерти.
3. ↑  Ныне — Центральный академический театр Российской армии, до 1951 года — Центральный театр Красной армии, с 1951 года по 1993 год — Центральный театр Советской армии.
4. ↑  В некоторых источниках как место рождения ошибочно приводится город (до 3 [16] июня 1917 — село) Кимры.
5. ↑  В советское время улица носила имя Розы Люксембург, в 1992 году обрела прежнее название.